# Renata Friederich
Renata Friederich (* 8. August 1958 in Aarau) ist eine Schweizer Jazzmusikerin (Gesang, auch Ukulele, Harmonium, Loops, Komposition).

## Leben und Wirken
Friederich arbeitete zunächst als Lehrerin an verschiedenen Sekundarschulen. Daneben war sie von 1989 bis 2002 in der Band Milde Sorte tätig. Zwischen 1990 und 1996 studierte sie an der Jazzschule Basel, wo sie eine Gesangsausbildung bei Deviana Daudsjah, Sandy Patton, Carmen Lundy, Norbert Gottschalk, Darmon Meader, Bob Stoloff und Luciana Souza erhielt. Seit 1994 trat sie im Jazz mit eigenen Projekte auf und arbeitete mit Musikern wie Lance Abderhalden, Tamami Aburakawa, Roberto Bossard, Michael Bucher, DJ Douh Roluff, Adelina Filli, Elmar Frey, Christoph Grab, Marco Käppeli, Lester Menezes und Felix Utzinger.
2002 erschien ihr Debütalbum Moon Moods mit Ueli Angstmann, Esther Bächlin, Christoph Sprenger und Tony Renold bei Altrisuoni. 2006 folgte mit dem Trio close-up (mit Markus Portenier und Rätus Flisch) das Album Lonely Woman. Weitere CDs folgten. Aktuell ist sie mit den Projekten City Lights, aaRENAar und Don't Smoke In Bed unterwegs.
Frederichs lehrte zwischen 1996 und 2017 an der Zürcher Hochschule der Künste (Sologesang, Improvisation, Vokal-Workshops, Chor); seit 2007 lehrt sie an der Neuen Kantonsschule Aarau Sologesang und Improvisation und gibt Vokal-Workshops.

## Auszeichnungen
Frederichs erhielt 2003/2004 eine Auszeichnung als Pro Argovia Artist. 2012 wurde sie mit einem Atelieraufenthalt in der Cité Internationale des Arts Paris ausgezeichnet, der vom Aargauer Kuratorium zugesprochen wurde. Gemeinsam mit ihrem Ehemann Rolf Lenzin war sie 2016/17 kultureller Dorfschreiber in der Gemeinde Suhr.